# 柳巴爾西卡古塔
50°21′22″N 27°54′3″E / 50.35611°N 27.90083°E
柳巴爾西卡古塔（烏克蘭語：Любарська Гута），是烏克蘭北部的村莊，隸屬日托米爾州的茲維亞赫爾區。該村面積4.43平方公里，海拔高度231米，2001年人口25，人口密度每平方公里5.64人。